# Le Miroir de Vénus
Le Miroir de Vénus – ou en anglais The Mirror of Venus – est un tableau réalisé par le peintre britannique Edward Burne-Jones en 1877. De format horizontal, cette huile sur toile est une peinture mythologique qui représente Vénus debout à côté d'une mare où neuf autres jeunes femmes regardent avec désespoir leur propre reflet, accroupies autour de la déesse de la beauté. L'œuvre est montrée lors de l'exposition inaugurale de la Grosvenor Gallery, à Londres, l'année de sa création. Achetée par Calouste Gulbenkian le 29 septembre 1924, elle est conservée au musée Calouste-Gulbenkian de Lisbonne, au Portugal. Une autre version commencée antérieurement et finie en même temps se trouve dans une collection privée.

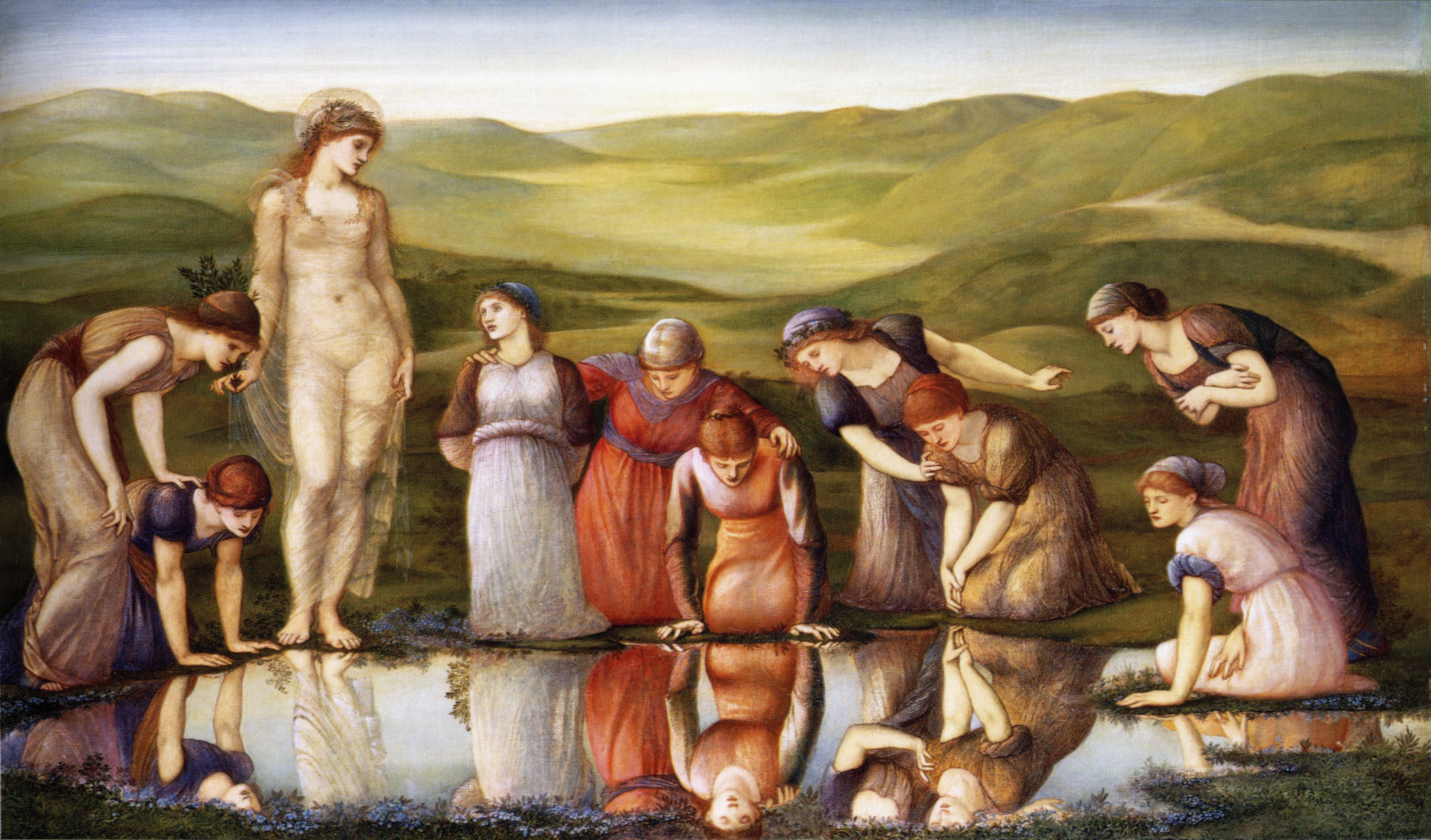
Le Miroir de Vénus – Collection privée.